# Nywa-Kosmos Mironówka
Nywa-Kosmos Mironówka (ukr. Футбольний клуб «Нива-Космос» Миронівка, Futbolnyj Kłub "Nywa-Kosmos" Myroniwka) – ukraiński klub piłkarski z siedzibą w Mironówce, w obwodzie kijowskim.
Do 1996 roku występował w rozgrywkach ukraińskiej Drugiej Lihi.

## Historia
Chronologia nazw:
- ???—1993: Nywa Mironówka (ukr. «Нива» Миронівка)
- 1993: Nywa-Borysfen Mironówka (ukr. «Нива-Борисфен» Миронівка)
- 1993—1995: Nywa Mironówka (ukr. «Нива» Миронівка)
- 1996: Nywa-Kosmos Mironówka (ukr. «Нива-Космос» Миронівка)

Drużyna piłkarska Nywa została założona w miejscowości Mironówka.
W sezonie 1992/93 Nywa Mironówka debiutowała w Przejściowej Lidze. Wiosną 1993 roku odbyła się fuzja z klubem Borysfen Boryspol, w wyniku czego powstał klub Nywa-Borysfen Mironówka. Po zakończeniu sezonu klub awansował do Drugiej Lidze jednak jego miejsce zajął klub Borysfen Boryspol.
W sezonie 1993/94 startował w Przejściowej Lidze klub Nywa Karapysze. Po rundzie jesiennej przeniósł się do Mironowki i już w rundzie wiosennej występował jako Nywa Mironówka.
W sezonie 1994/95 Nywa Mironówka zajął 2 miejsce i zdobył awans do Drugiej Lihi. W środku sezonu 1995/96 klub zmienił nazwę na Nywa-Kosmos Mironówka i zajął końcowe 6 miejsce.
Jednak przed rozpoczęciem sezonu 1996/97 klub zrezygnował z dalszych występów i został rozformowany.

## Sukcesy
- 6 miejsce w Drugiej Lidze (1 x):

1995/96

## Inne
- Borysfen Boryspol
- CSKA Kijów
- Nywa Karapysze